# Гольф (одяг)

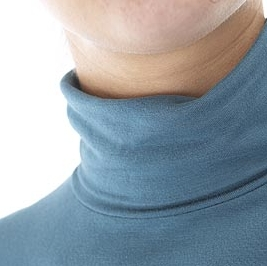
Чоловіча водолазка

Гольф (розм. водолазка) — тонкий обтислий светр або фуфайка з коміром, що закриває шию. Назва походить від того, що цей елемент одягу надягався водолазами під водолазний скафандр. 
Може мати в'язану або трикотажну текстуру, використовуватись як повсякденний та святковий одяг.

## Історія
У 1831 році британський емігрант Джозеф Банкрофт відкрив ткацьку фабрику в американському містечку Рокфорд, де вперше почав використовуватись інноваційний синтетичний матеріал, який називався «бан-лон». Назва була утворена від трьох перших літер прізвища господаря фабрики і останніх літер нового волокна. До 60-х років XIX ст. із банлона почали шити особливий тип светра — водолазку.
Вже наприкінці XIX ст. подібні тонкі вузькі светри із вовни з високим коміром активно застосовувались в костюмах для підводного плавання. Довжина горловини дозволяла захистити шию і підборіддя від зіткнення з металічним скафандром, а тепла тканина запобігала від переохолодження при зануренні. 
На початку XX ст. водолазка набула великого поширення серед спортсменів-борців та льотчиків. Високий комір виробу захищав пілотів від потоків холодного повітря, адже кабіни літаків тих років були відкритими. Більшість льотчиків носили водолазки і в повсякденному житті, надягаючи її зі штанами або під костюм. З авіаторів взяли приклад автогонщики. Вони носили водолазки із овечої вовни. Під час Другої світової війни виріб також був популярним, ставши частиною військової форми підводників, льотчиків та піхотинців багатьох держав.
У 1959 році легендарний кутюр'є П'єр Карден представив модній публіці першу колекцію одягу класу «pret-a-porte», до якої увійшли стильні водолазки. Цей показ шокував критиків та журналістів, за що модельєр був виключений із Синдикату Високої Моди. Однак популярність такого одягу зростала завдяки інтересу до неї кумирів того часу. Дуже часто водолазки носили музиканти гурту «Бітлз», які зробили тонкий джемпер еталоном бездоганного стилю та елегантності.
В СРСР перші водолазки з'явилися в середині 60-х років. 1968 року цей елемент одягу прославив знаменитий актор Андрій Миронов, який знявся у фільмі Леоніда Гайдая «Діамантова рука». Герой Миронова носив небесно-блакитну водолазку з класичним костюмом. В наступні два десятиліття більшість кінодів почали поєднувати водолазки з вузькими темними спідницями, створюючи ідеальний суворий стиль.    

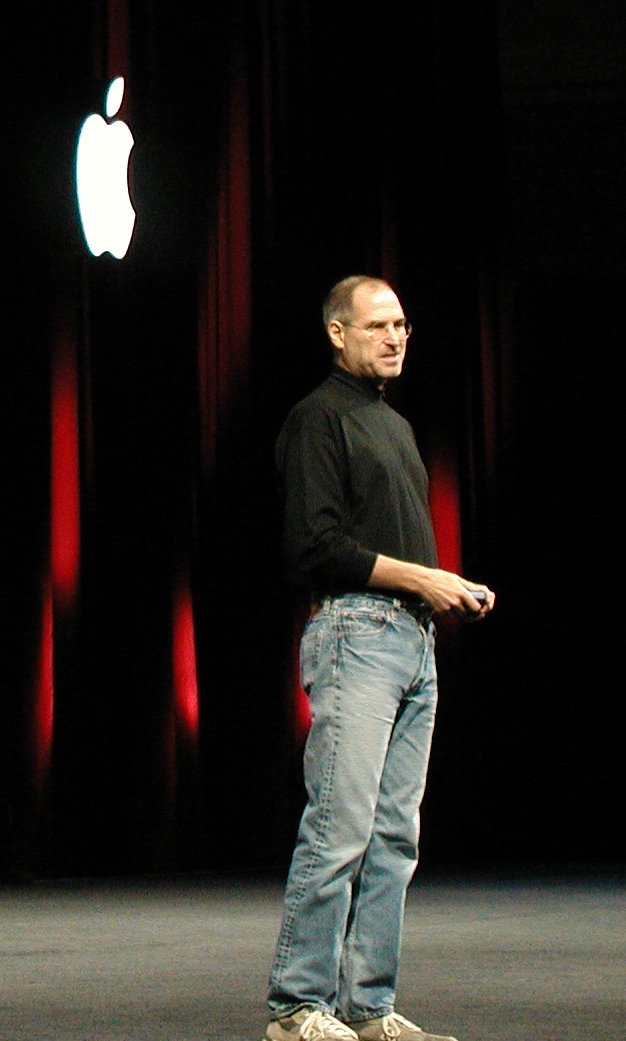
Стів Джобс у водолазці

З моменту появи крій водолазки практично не змінився. В усьому світі модельєри поєднують ці светри з іншими елементами в своїх колекціях, варіюючи кольори, декор, тканини, довжину рукава, висоту горловини та використовуючи їх в різних комплектах. Популярні раніше синтетичні матеріали змінилися на натуральні шовк, трикотаж, джерсі, вовну і кашемір. Найзнаменитішим та стильним виробом стала чорна водолазка Стіва Джобса, створена японським модельєром і дизайнером Іссей Міяке.  

## Сьогодення
Водолазка — універсальний предмет гардероба, що не втрачає своєї актуальності. Вона вдало поєднується зі спідницями будь-якої довжини і штанами класичного крою. Класичні моделі можна комплектувати з суворими костюмами або пальто. Також водолазку можна використовувати як самостійний верх або доповнювати сукнею, сарафаном, жилетом, жакетом, болеро, кофтою, джемпером або пуловером. Згідно з сучасними модними тенденціями поверх водолазки можна надягати аксесуари — намисто, підвіску, браслет, годинник, пояс, хустку, шарф тощо. Комір підгортається або залишається призібраним.   

## Типи і види
- Класична водолазка — модель з довгими рукавами і довгим коміром, підгорнутим в декілька разів.
- Термоводолазка — одяг для холодної погоди і занять спортом.
- Безшовна водолазка — універсальна деталь гардероба, яка вдало комплектується з іншими речами завдяки відсутності швів.
- Водолазка-боді — модель з коміром-стійкою, що захищає горло від холоду. Поєднується з брюками, спідницею або костюмом.
- Сукня-водолазка — щільно обтисла модель, яка підкреслює витончену фігуру.
- Водолазка для вагітних — моделі з різною довжиною рукавів та коміру, в яких наявний або відсутній отвір для годування груддю.